# Antioquia Settentrionale

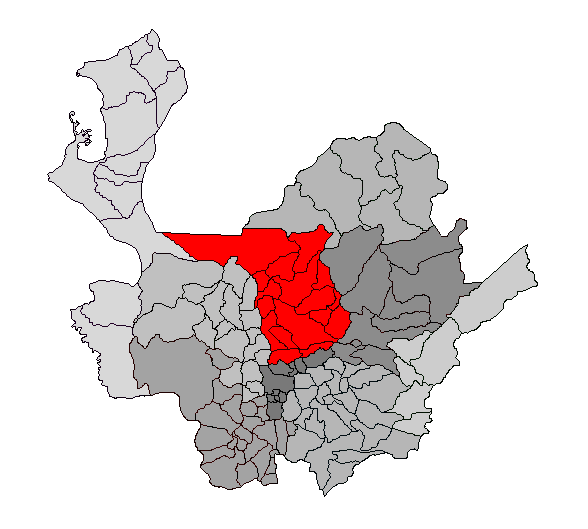
Posizione dell' Antioquia Settentrionale

L'Antioquia Settentrionale è una sottoregione (provincia) colombiana del dipartimento di Antioquia. Essa è composta da 17 comuni.